# Janežovski Vrh
Janežovski Vrh (ˈjaːnɛʒɔu̯ski ˈʋəɾx) est un village de la municipalité de Destrnik dans le nord-est de la Slovénie. L'ensemble de la municipalité est inclus dans la Région Statistique de Drava (en). Janežovski Vrh faisait partie de la Styrie traditionnelle.